# 小籠包

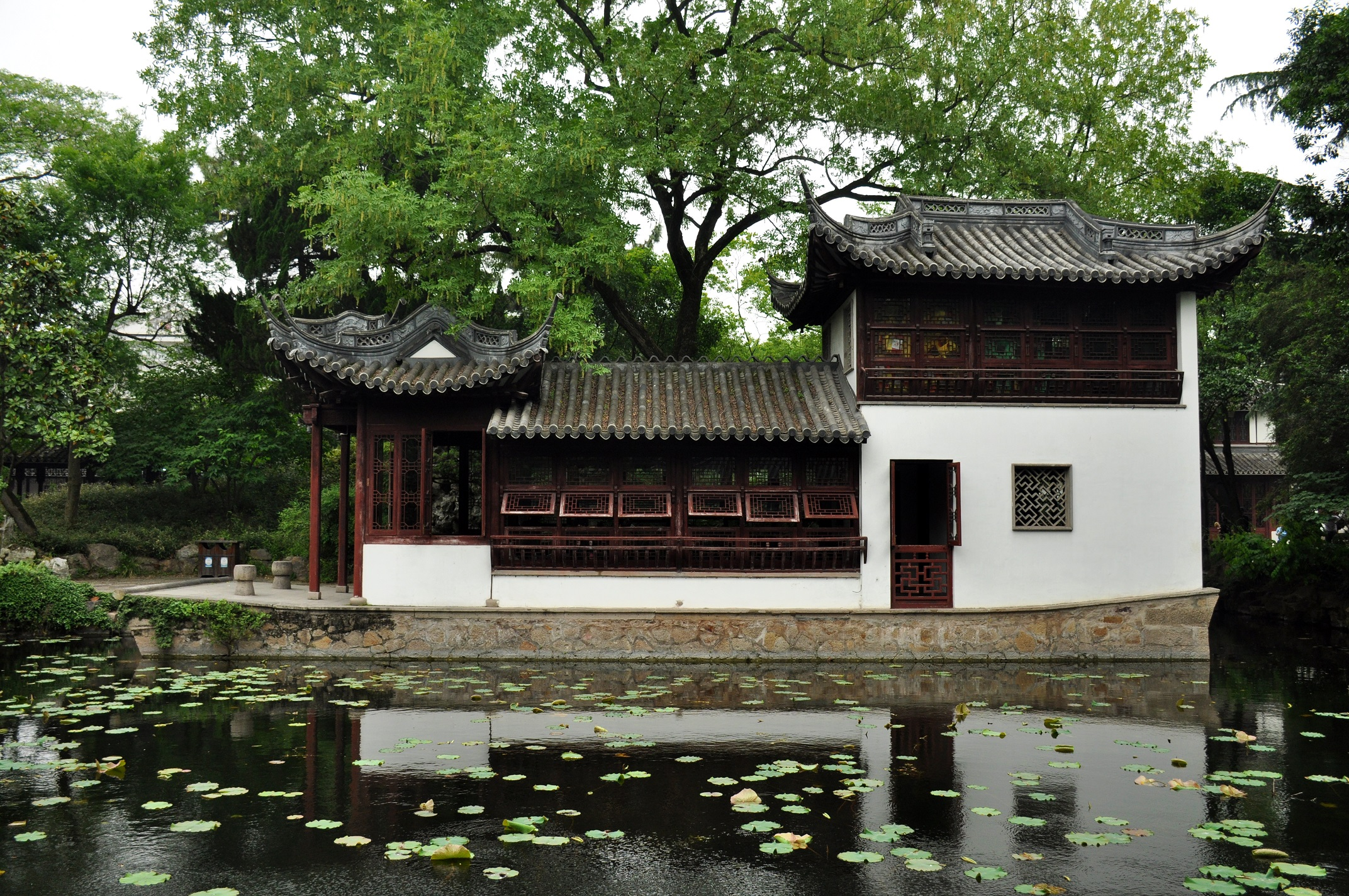
古猗园不系舟，日华轩点心主店主黄明贤最早来此叫卖南翔小笼。

小籠包是一种诞生于中国江南地区的点心，吴语太湖片又称小籠饅頭，多處地方亦盛行，例如廣東、香港、台灣，以“体小、馅大、汁多、味鲜、皮薄、形美”而著称。
汤包源于北宋京城开封的灌汤包，特色的餡料經過蒸煮化為汁水，现代形式的小笼包起源于江南，如今小笼包是常州、无锡、苏州、南京、上海、杭州、宁波、嘉兴等地的传统小吃。后又在各地得到发展和演变，形成不同的口味。
清代道光年间出现了现代形式的小笼包，并在各地都形成了各自的特色，如喝起來講究以常州味鲜、南京味清、无锡味甜，但都具有湯汁多、皮薄卤足、鲜香與美味等共同特点，并在开封、天津等地也得到了传扬。

## 历史
小笼馒头的历史可上溯自北宋，现在的河南开封为当年的首都汴京，至今仍流行“灌汤包”。靖康之难后，宋室南渡，将中原的面食饮食习惯一并带到南方，逐渐本地化发展的小笼包亦因此开始成为江浙一带的代表性食物，尤以清同治年间後，在今常州、无锡一带出現了現代形式的小籠馒头。
歷史流傳中，小籠馒头逐漸形成了上海南翔小籠饅頭、無錫小籠饅頭、绍兴喉口馒首、蟹粉小笼、虾肉小籠、加蟹小笼，以及传至台灣後的台湾小籠包等流派。

## 部分流派

### 南翔小籠馒头
南翔小籠馒头，简称“南翔小籠”，原名“紧酵小笼大肉馒头”，又因其馅大而被称为“南翔大馒头”。亦名「上海小笼」。由嘉定南翔镇日华轩点心店主黄明贤始创。黄明贤原名詹大胜，于清咸丰二年（1852年）出生在杭州上四乡，后被太平军收养并带至南翔。同治元年（1862年）太平军溃退时，被送至南翔育婴堂收养。后由老旗杆日华轩糕团店黄姓老板领养，并改姓名为黄明贤。同治十年（1871年），黄老板病故，黄明贤继承日华轩。彼时古猗园常为文人墨客聚会之所，黄明贤从中看到商机，将糕团店改为兼营馒头、馄饨、面的点心店，挑来店中大肉馒头叫卖，后仿效者渐多，故黄明贤另辟蹊径，采取由大改小、重馅薄皮的方法，选用精白面粉紧酵为皮，每两面粉必须制作10个馒头；选用精腿肉为馅，不用味精，用鸡汤煮肉皮成冻，拌入馅内，以取其鲜，并使汁多；馅内洒入少量研细的芝麻，以取其香；根据不同季节，加入蟹粉或虾仁或春笋，以取时鲜；每只加馅3钱，用戥子过称，以保证质量；每只馒头有14道裥，出笼时馒头玲珑剔透。出笼时黄明贤自行检验，任取一只放在定格的小碟内，用筷子戳破皮子，如流出汁水不满一碟，则不出售，因而赢得信誉，成为古猗园内的美味佳点，以致园内各处食店皆称“古猗园南翔小笼”。
光绪二十六年（1900年），曾在黄明贤店中学徒的吴翔昇与制作师赵秋荣，前往上海城隍庙，将豫园九曲桥旁的楼阁“船舫厅”租下，名“长兴楼”，专做南翔小笼。后改名南翔馒头店。
南翔小笼有嚴格的制作过程，概括來說，計有共九道工序，包括和面、醒面（和完面后搁15至30分钟）、压面、搓条、摘胚、揉胚、擀皮、包馅、烹蒸。除前道工序和面使用
机器，之后是全手工制作。美食家唐鲁孙曾評價南翔小籠“上下四边厚薄擀得十分匀称，而且只只完整，绝不会一夹漏汤。”美国前总统克林顿、加拿大前总督纳蒂欣等，均曾慕名品尝过南翔小笼。2007年，南翔小笼制作工艺被上海市列入首批“非物质文化遗产”名录。不過由於名氣太大，如今在上海，打着“南翔小笼”旗号的點心店多達上百家。

### 無錫小籠

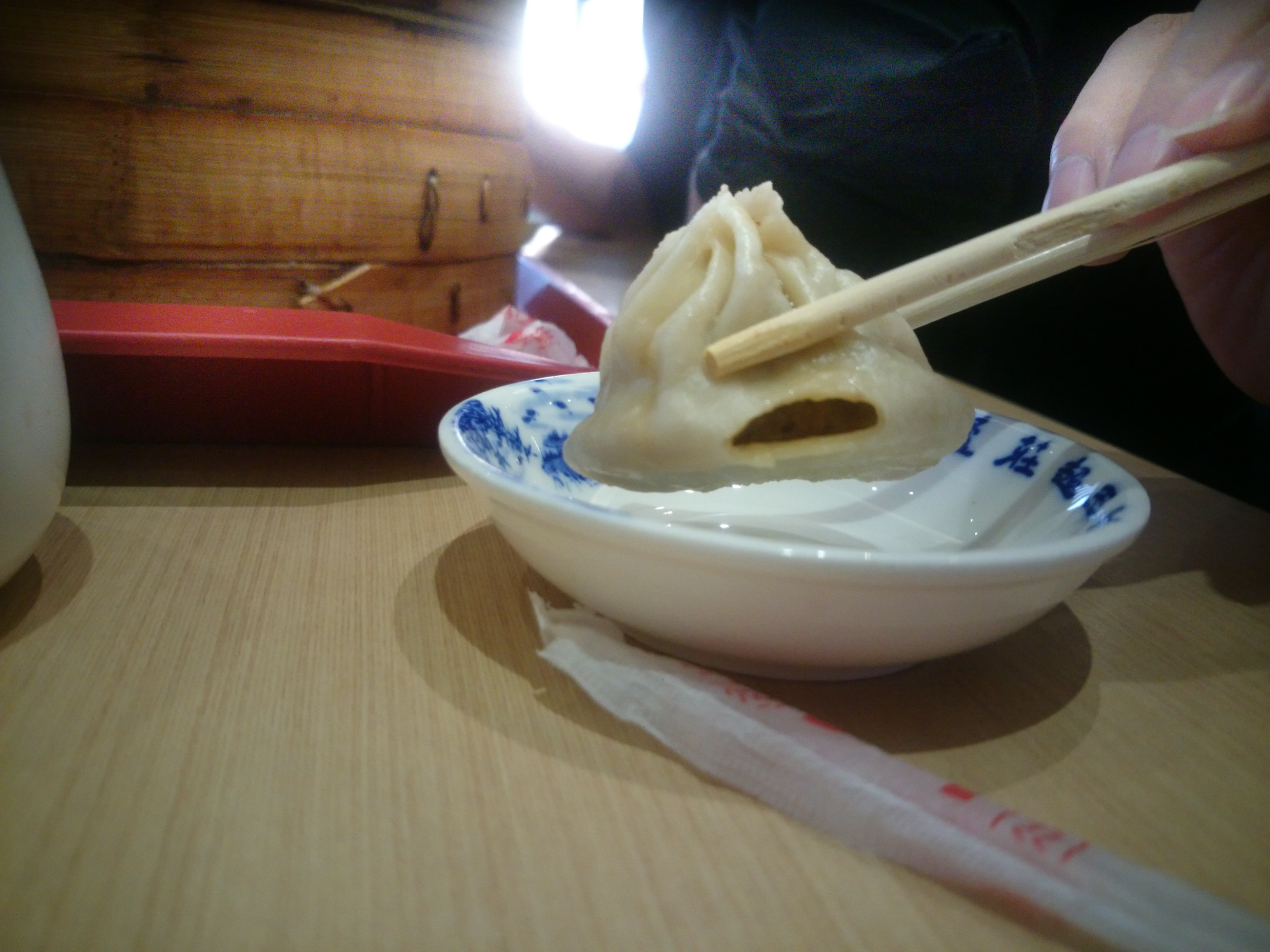
红汤的无锡小笼包

相較他處小籠，無錫小籠有“馅多、个大”、口味鲜甜、使用“緊酵”作麵皮等特色。无锡小笼包有鲜肉小笼包与蟹粉小笼包两种，鲜肉小笼包的肉馅和其他小笼相比加入了更多的酱油和白糖。而在鲜肉馅心中加入熬熟的蟹粉与蟹黄油，即是“无锡蟹粉小笼包”。
在無錫，小籠馒头可分爲傳統與新式兩種。傳統小籠馒头相傳源自清乾隆帝下江南、入住無錫惠山寄暢園時，園主秦氏一家作爲招待皇帝之點心而來，此一傳統小籠歷經秦家代代相傳，至今已傳至34代，以蟹粉小籠爲一絕。清末，楊乃武自冤案辩白后南下歸鄉時，曾於無錫拱北樓就餐，嚐至該店的小籠饅頭，讚不絕口，店家亦用此事爲攬客手段，廣爲宣傳，無錫小籠亦因此名揚。
至於如今常見的新式無錫小籠，則由創辦於民國11年（1922年）的王興記而來，該店创始人王庭安之父原在上海爲人掌廚，其自小學得手藝，便擺攤賣餛飩，後經營有成，遂租下無錫公花園（今崇安寺城中公園）旁一處店面，即取名“王興記”，始开卖其糅合锡沪两地特色的新式无锡小笼。一時風靡江南，滬上人士，尤爲喜愛。
王興記現已爲無錫最大的餛飩、小籠類點心店，並於2011年獲評“中华老字号”，但其革新過後的小籠由於過甜膩，在追求健康的當下，令一些食客頗感不適，也使以忆秦园为代表的傳統無錫小籠重放光彩。

### 常州蟹黄小笼包
蟹黄小笼包，又称加蟹小笼包是江苏省常州地区特色传统小吃。是常州小河沿浮桥南堍的万华茶楼于清道光年间首创。每年中秋节前后，桂花盛开之际上市供应。蟹黄小笼包有“皮薄透明、卤汁丰富、蟹香扑鼻、肥而不腻、汁水浓郁、肉馅鲜嫩”的特点。辅以香醋、嫩姜，风味更佳，堪称一绝。小笼包又分随号、对镶、加蟹三种。“随号”就是不加蟹油的，“对镶”就是一笼包子有六只是加蟹的，另外六只是不加蟹油的，“加蟹”就是全部加蟹油的。一笼包子又称一客，所以老常州人吃小笼包常常是这样叫的：“两客对镶”。或者：“十客加蟹，我要带到上海去呔。”老吃客堂吃一般只会点“对镶”，老吃客认为：吃加蟹包子只有一只随号、一只加蟹夹花着吃，才能充分体会到蟹的鲜美，如果你总是吃加蟹的，嘴中味觉就会有些迟钝，越来越感觉不到蟹的鲜味了。所以会产生“对镶”这种约定俗成的名称。常州加蟹小笼包皮薄馅大卤多，讲究一个“宁可人等馒头，不可馒头等人”。那才能达到最好的口感。应该把小笼包挟出香醋碟子里浸一下，用筷挟起来，馒头朝外面侧一点，咬开底部一边的皮子，先小心吸鲜美的卤水，再把开了口的小笼包浸到醋里，让醋进入到馒头里边，然后把整个小笼包放入嘴中。

### 嵊州老面小笼包

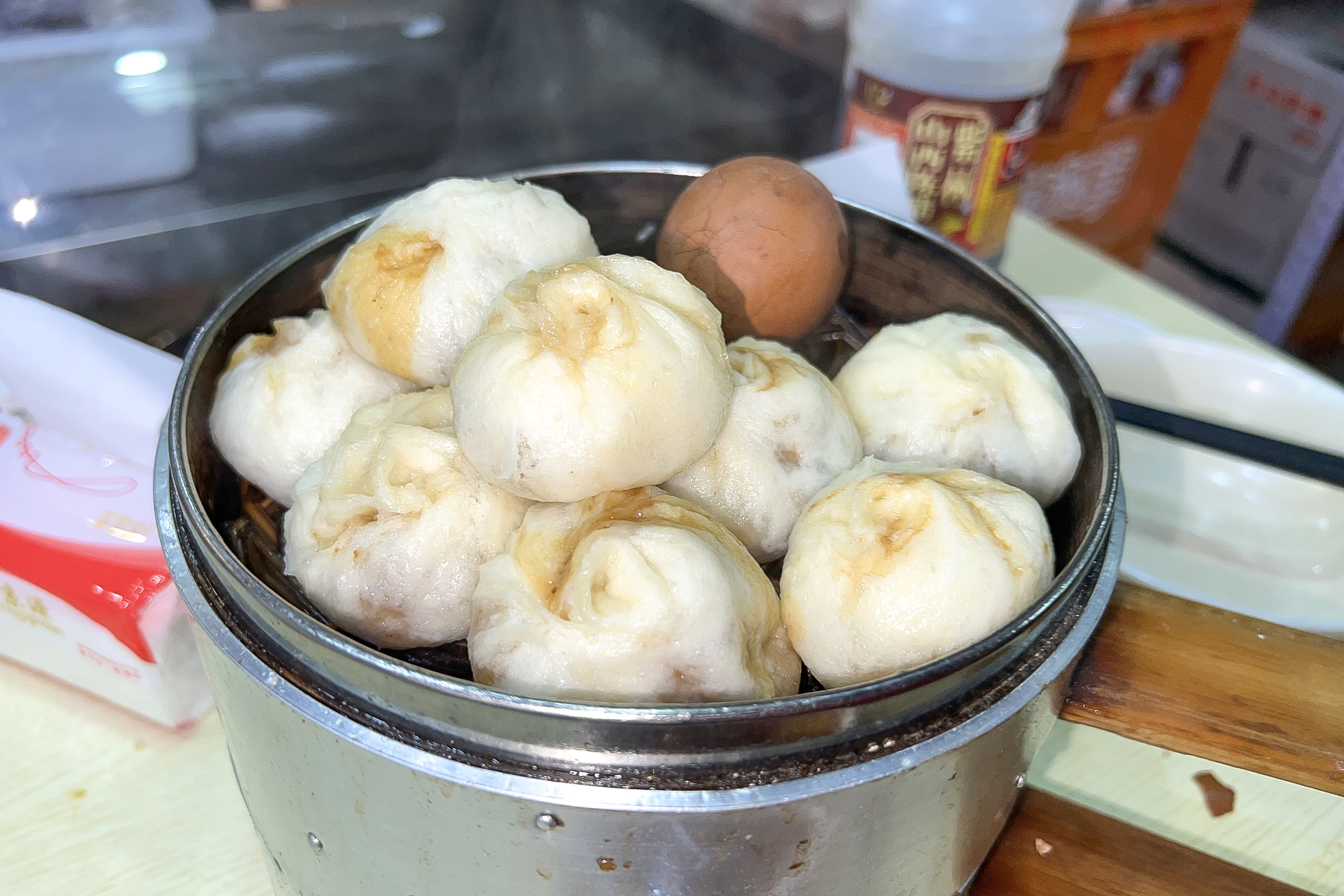
嵊州老面小笼包

嵊州小笼包又称为小笼馒头、鲜肉小包，是浙江省嵊州市的当地小吃，嵊州小笼包使用发面，所以外型不太一樣，馅料则有鲜肉馅；另外当地还有豆腐、辣椒馅的豆腐馒头，外皮则为死面。1990年代，嵊州人在屠福元带领下纷纷外出创业，开设制作鲜肉小包的小吃店，并冠以“杭州小笼包”的名称，使得杭州小笼包闻名全国。鼎盛时期约有八万嵊州人在外地做小笼包、开了三万家门店。
2023年，“嵊州小笼制作技艺”被列入第六批浙江省非物质文化遗产代表性项目名录，同年8月当地相关政府部门和行业协会发布《嵊州小吃：小笼包传统制作规范》。
浙江省的金华市、桐乡市亦有发面小笼包。

### 著名餐廳
|  | - 台灣：鼎泰豐、正常小籠包 - 上海：南翔饅頭店、古猗园南翔小笼、王家沙蟹粉小笼、富春小笼 - 苏州：绿杨馄饨店、朱鸿兴面馆 - 无锡：忆秦园（無夕）、熙盛源、王兴记、笑來喜、超王記 |  | - 杭州：知味观 - 南京：四川酒家、刘长兴 - 常州：迎桂馒头店、马复兴、双桂坊 - 芜湖：耿福兴、四季春、同庆楼 - 开封：第一楼、黄家老店 |

## 海外发展
从连锁经营的角度而言，分别以台灣的国际品牌鼎泰豐、上海的南翔馒头店與無錫的王興記正宗老字号最有代表性，争夺海外餐饮市场，形成了有趣的文化交流和竞争。其中，鼎泰豐於1996年拓展了日本市場，在日本迅速掀起一股小籠包熱，自此廣獲好評，曾爲《紐約時報》推薦爲“世界十大美食餐廳”之一，於日本、美國、中國、新加坡、泰國、印尼、韓國、馬來西亞、澳洲、阿拉伯聯合大公國、菲律賓、英國陸續設有160多家餐廳。而上海南翔馒头店自2003年起在日本、韩国、新加坡、印尼、马来西亚等国家和香港地区，开出了多家分店，位于日本闹市区六本木的第一家海外店，销售额一年超过3,000万元人民币，古猗園亦在東京、澳門有三家分店；而以王興記为代表的无锡小笼亦在海外設有多家分店。
- 鼎泰丰开放式的小笼包制作过程
- 鼎泰豐的蟹粉小笼包

在海外的中餐馆，如在西班牙，小笼包在食客中享有盛誉，由于美味可口，有的西班牙餐馆或酒吧也出售类似中国小笼包的食物，叫做西班牙产中式夹肉面包。自1990年代后，中国移民大量进入西班牙，中国饭店也开始增多，小笼包成了中餐馆必备的主力食品。在菜单上，小笼包时常被写成「小龙」、「中国小龙」，有的店家为了招揽生意索性将小笼包写成英文名「Bruce Lee」（李小龙）。 
2000年之后，“小龙包子”又发生了变化。为纪念武打巨星李小龙对武打电影的杰出贡献，各国电视台纷纷开辟李小龙电影专题。在西班牙，印有李小龙的彩色招贴画大街小巷都能看见，西班牙小孩更是一口一个Bruce lee（李小龙），一口一个中国功夫。也就在此时，“小龙包子”的含义又发生变化，有的饭店将“小龙包”解释成“武打巨星李小龙最喜欢吃的中国肉面包”。“小龙包子”的西班牙名就叫“Bruce lee”，人们点菜时对跑堂说，“我要Bruce lee”，跑堂就知道食客要的是中国的小笼包子。驰名国外，闻名四海，小笼包无疑是小吃中的出名食品。

## 图集

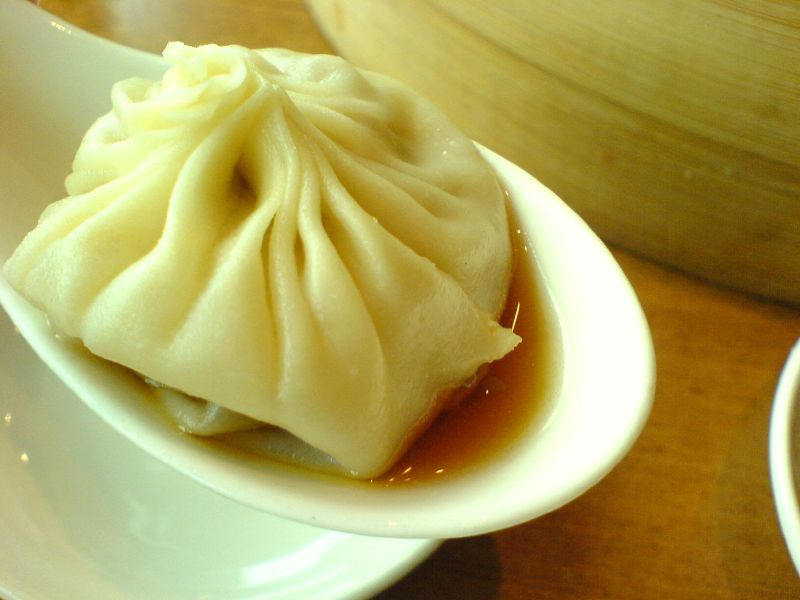
一顆流出汤汁的小笼馒头
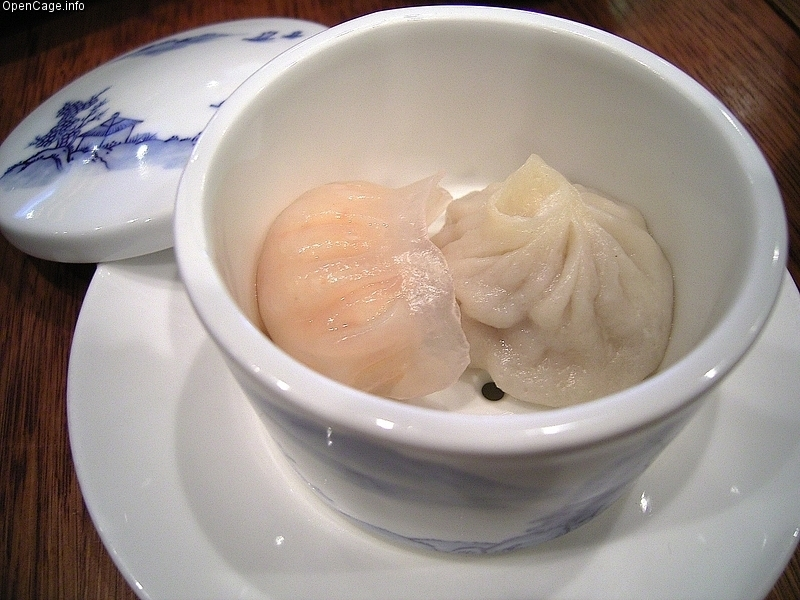
日本神户東灘区一中餐厅售卖的小笼馒头与虾饺
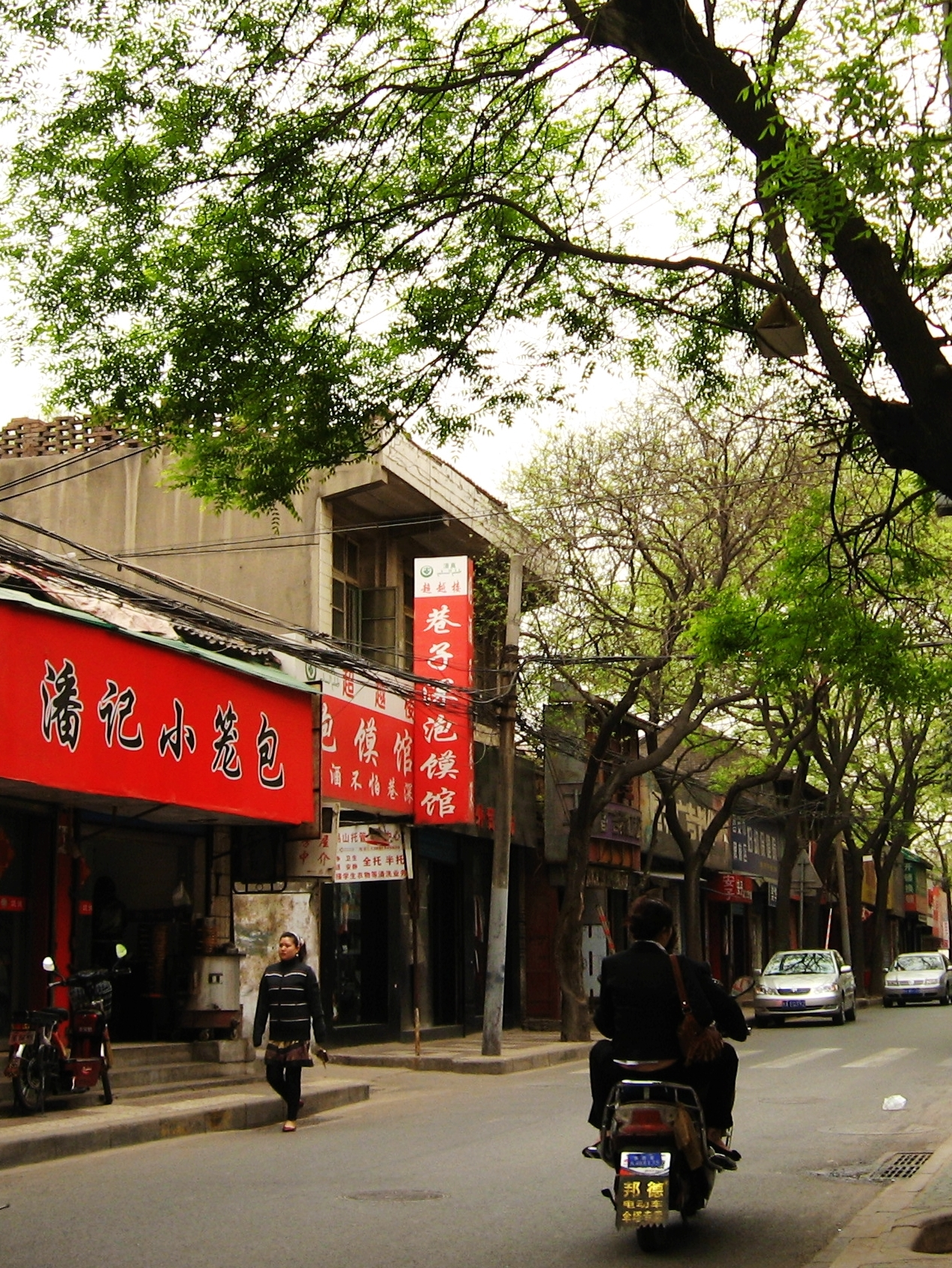
西安的小籠包店
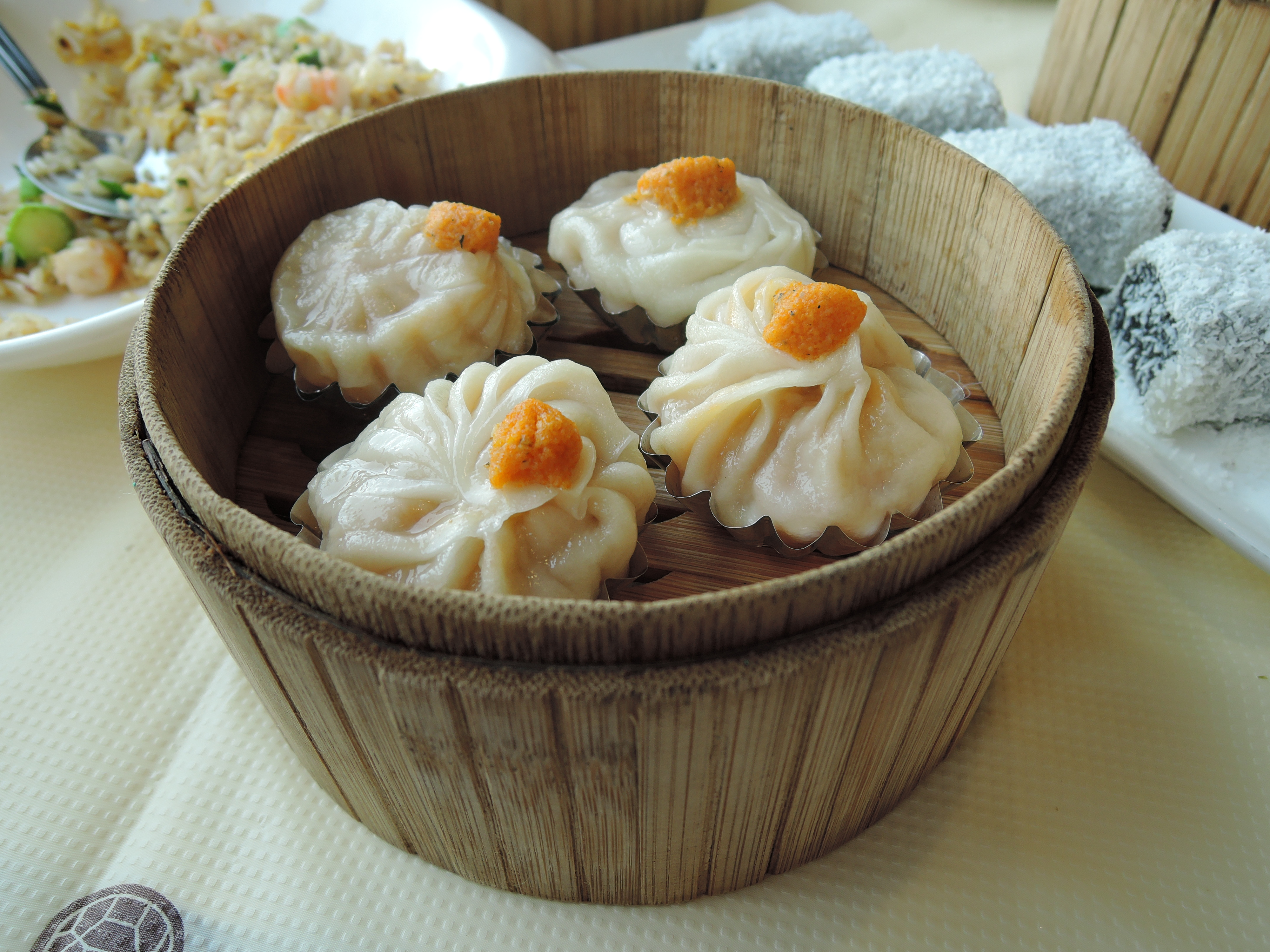
香港特式的蟹籽小籠包
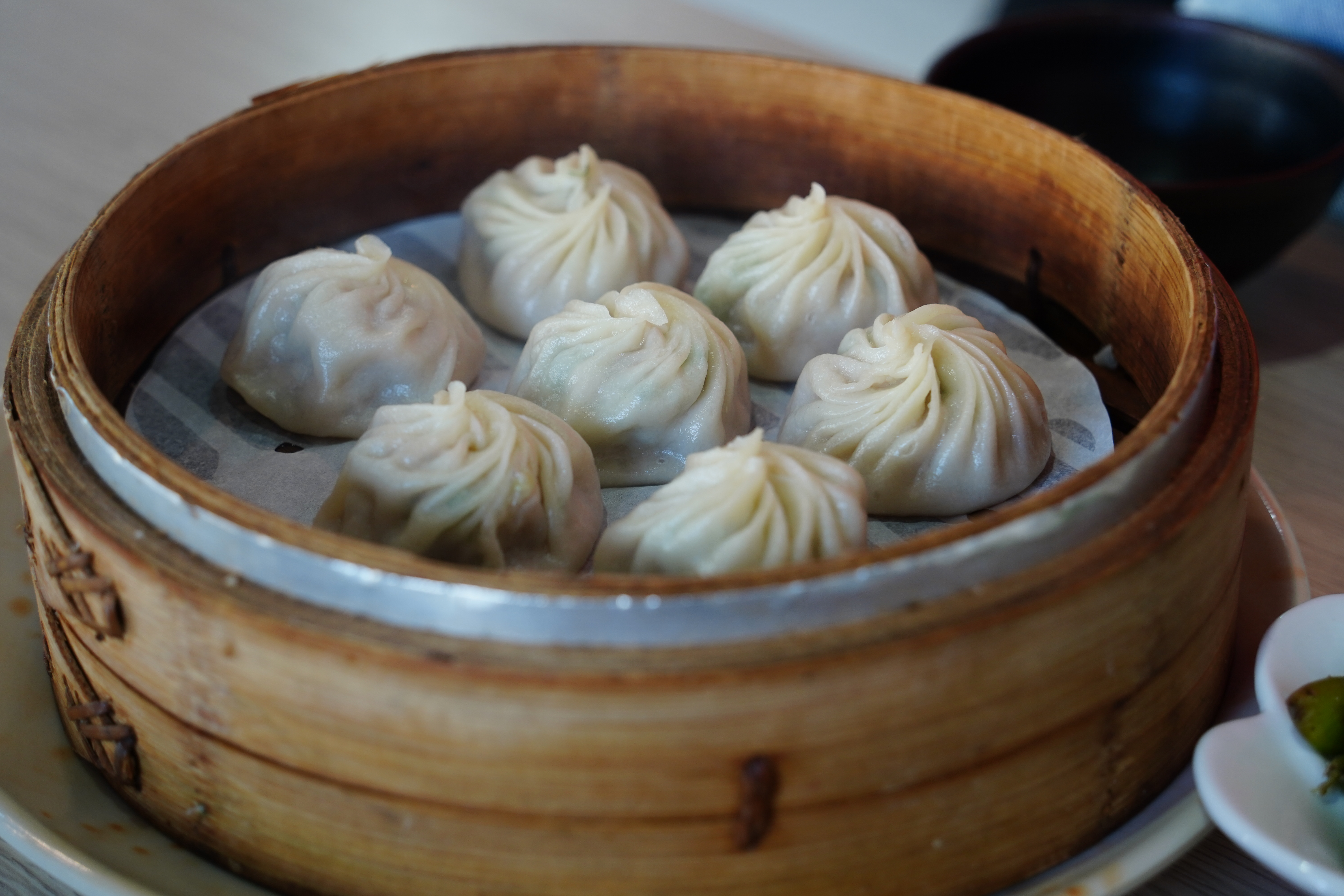
平價小籠包